# Mesene sanguilenta
Mesene sanguilenta är en fjärilsart som beskrevs av Hans Ferdinand Emil Julius Stichel 1910. Mesene sanguilenta ingår i släktet Mesene och familjen Riodinidae. Inga underarter finns listade i Catalogue of Life.